# 赤子雄風
《赤子雄風》（英語：No Way Out），香港亞洲電視製作的播出劇集，全劇共21集，監製陳木勝。

## 演員表
- 莫家堯 飾 郭海華
- 張家輝 飾 鍾　健
- 龍炳基 飾 蘇國利
- 高　雄 飾 方承國
- 尹天照 飾 阿　正
- 袁潔儀 飾 雪　姬
- 林敬剛 飾 Michael
- 陳秋彤
- 馮素波
- 陳麗雲
- 轅依玲
- 吳聲發
- 呂頌賢
- 梁十一
- 謝偉傑
- 凌文海
- 譚少瑛
- 熊德誠
- 張　錚
- 謝偉傑
- 吳仕德
- 劉宗基
- 鄧漢雄
- 陳佩珊
- 金興賢
- 何　潔
- 羅國輝

## 軼事
此劇為本劇演員張家輝、莫家堯、高雄、袁潔儀、陳佩珊、呂頌賢、金興賢、馮素波、林敬剛曾於以部頭合約而形式身份從亞視出道後並參與首部亞視的電視劇，因亞洲電視多部劇集以不同組合形式合作，及後離開亞視後同年亦相繼轉投無綫電視。
此劇為呂頌賢，張家輝仍以部頭合約而形式身份從亞視出道後並參與首部亞視的電視劇
龍炳基其時已離開無綫電視，本劇是轉投亞洲電視後拍攝的第一部劇集。
陳木勝導演於本劇籌備時已屬意由張家輝及林敬剛參演（同屬李修贤的萬能影業合約藝人），但當時他正跟杜琪峯拍攝電影《天若有情》，因此李修贤先將張家輝借將TVB拍劇集《天若有情》，再拍攝本劇。
蔡濟文當時是無綫之合約歌手，經唱片公司（BMG）及兩家電視台商量後，無綫派《美麗的謊言》上勁歌金曲，亞視則選用《現代戰士》作為本劇主題曲，兩首歌曲收錄於其處女專輯《Daybreak》。

## 電視節目變遷
| 香港亞洲電視本港台 星期一至五     | 香港亞洲電視本港台 星期一至五      | 香港亞洲電視本港台 星期一至五 |
| --------------------------------- | ---------------------------------- | ----------------------------- |
|                                   | （1990.4.2 - 1990.4.27）           |                               |
| 難兄難弟 （1990.3.5 - 1990.3.30） | 佳偶天成 （1990.4.30 - 1990.5.25） |                               |